# Sandra and Woo
 (septembre 2019).
Sandra et Woo (en anglais, Sandra and Woo) est un webcomic, sous forme de comic strip, respectivement écrit et dessiné par Oliver Knörzer et Puri Andini où l'on suit les diverses pérégrinations d'une jeune fille accompagné de son raton laveur, ainsi que de ses deux amis. Le nom de "Woo" provient d'un cri de joie exclamé dans la cinquième épisode.
Le site a été lancé dans le début des années 2000 mais la première planche ne paraît réellement que le 19 octobre 2008 et c'est seulement autour de 2010 que la série finit par gagner en popularité. Les strips sont diffusés chaque lundi et jeudi. À l'origine, ceux-ci étaient en noir et blanc mais depuis septembre 2011, ils sont coloriés par Lisa Moore, œuvrant aussi sur les plus anciens.
La série raconte les pérégrinations de Sandra, jeune collégienne américaine de douze ans environ accompagnée d'un raton laveur comprenant et parlant avec aisance le langage humain et de ses amis, Cloud et Larisa. Le comique provient souvent des relations entre les personnages, qu'elles soient amicales ou amoureuses et où Woo se permet d'intervenir - celui-ci étant doté, en plus de la parole, d'une personnalité humaine et donc logiquement d'une conscience. L'auteur ne donne jamais le lieu précis de l'action si ce n'est le pays : les États-Unis.
Sandra and Woo s'inspire de la bande dessinée de Bill Watterson, Calvin et Hobbes. Le dessin est fait dans un style manga et les strips forment souvent une aventure plus ou moins longue. L'auteur y fait de nombreuses références culturelles, que ce soit dans les titres des strips ou dans le contenu.

## Personnages

### Sandra North
Sandra est une jeune fille américaine de douze ans, blonde, qui vit avec son père Richard, sa mère étant morte quand elle était plus jeune. Elle est plutôt bonne en mathématiques et globalement intelligente, finalement très rationnelle et terre-à-terre et ressemblant à beaucoup de ses pairs. Ainsi, contrairement à Larisa, elle est douce, plutôt sage, et fait en sorte de bien se tenir dans toutes les situations. Bizarrement, c'est le personnage de la série qu'on voit le moins en présence d'autres personnes à part les deux autres personnages principaux. Cela peut s'expliquer par son tempérament assez doucereux et entraînant ainsi une timidité relative. Elle découvre son raton-laveur, Woo, grâce à une annonce de son propriétaire le signalant disparu et finira par l'adopter. Ses amis sont Larisa et Cloud, et elle devient peu à peu amoureuse de ce dernier. Il deviendra finalement son petit ami.

### Woo
Woo est un raton laveur très commun à la vue de personnes extérieures, à la seule différence qu'il est anthropomorphe. Gris, avec les pattes, les rayures de la queue et le bord des yeux noirs, il appartenait à un homme qui le maltraitait avant d'être recueilli par le père de Sandra - par la volonté de celle-ci. On apprend qu'il est doué de la parole lorsqu'il répond très naturellement à Sandra. Elle est la seule au courant de ce don et ne le révèle pas, même à ses amis, quand bien même ceux-ci connaissent Woo. Il est de nature très malicieuse ; Sandra et lui sont très proches et n'hésitent pas à jouer souvent ensemble. Il est très indépendant et va souvent en forêt, où il devient ami avec Shadow, un renard, Sid, un écureuil et Lily, un raton-laveur femelle qui deviendra sa compagne.

### Cloud Williams
Cloud est le petit ami de Sandra. Les cheveux châtains avec un épi, il est le fils de deux fans de Final Fantasy se prénommant David et Ye Thuza d'où son nom, le même que celui du héros. Il a une sœur, Yuna (elle-même possédant le nom d'un personnage de la saga). Il a hérité du tempérament de ses parents : rebelle, excellant dans les arts martiaux et n'hésitant pas à en faire usage pour défendre ses amis ou lui-même. Une partie de l'aventure le montre même en super-héros déguisé, accompagné de sa mère, combattant le crime la nuit. Cependant, à maintes reprises, on le verra faire preuve de timidité lorsqu'il s'agira de sujets concernant Sandra.

### Larisa Korolev
Larisa complète le trio. C'est une fille blonde, d'origine russe et vivant avec ses deux parents qui sont Ivan et Jelena. D'humeur survoltée et faisant en sorte de profiter de la vie à chaque instant, elle est le personnage le plus original de la série pour avoir un comportement totalement différent de ses deux amis. Elle est en effet très libre, semble mature sexuellement et à l'aise sur ce sujet. On voit plusieurs fois Larisa draguer certains garçons, la plupart timides. Au début de la série, elle rivalise avec Sandra pour sortir avec Cloud — toujours de bonne guerre. Elle finit par accepter le fait que ceux-ci sont amoureux.